# Slægten (romanserie)
 For alternative betydninger, se Slægten. (Se også artikler, som begynder med Slægten)
Slægten er en serie på 22 historiske romaner, der fortæller Danmarks historie fra den sene vikingetid frem til perioden omkring slaget ved Dybbøl, men er endnu ikke afsluttet. Serien følger den fiktive Daneslægt, der altid befinder sig tæt på begivenhedernes centrum. De store historiske linjer med årstal og kongenavne er integreret i fortællingen, mens Daneslægtens indvirken på begivenhederne er fiktion. Bøgerne er skrevet af skiftende forfattere, hvoraf flere har fagviden inden for den periode den enkelte roman omhandler eller tidligere har skrevet historiske romaner.
Romanserien er udgivet af forlaget Aschehoug og fra 2007 Lindhardt og Ringhof (efter Aschehoug's navneskifte) og er udviklet i samarbejde med Det Historiske Hus.
Den første bog blev udgivet i 2005 og den seneste er udkommet i 2012.

## Bind[1]
- 2005 Den hellige Knud – Maria Helleberg
- 2005 Gunhilds kamp – Majken Bloch Skipper
- 2005 Flaget fra himlen – Majken Bloch Skipper
- 2006 De sammensvorne – Majken Bloch Skipper
- 2006 Klosterbarnet – Susanne Clod Pedersen
- 2007 Ravnens år – Susanne Clod Pedersen
- 2007 Blodsbånd – Kåre Johannessen
- 2008 Rejsen mod vest – Majken Bloch Skipper
- 2008 Vredens dag – Kåre Johannessen
- 2008 Den ny stjerne – Dan H. Andersen
- 2008 Øjeblikkets mester – Nina Belling
- 2009 Forræderen – Kåre Johannesen
- 2009 Det store kup – Lone Mikkelsen
- 2009 Tordenskiolds skygge – Dan H. Andersen
- 2009 Tradition og fornyelse – Bodil Steensen-Leth
- 2009 Frihedens dragt – Maria Helleberg
- 2010 Patrioten – Maria Helleberg
- 2010 Bombardement – Maria Helleberg
- 2010 Sværmeri – Charlotte Weitze
- 2011 Evigt udelte sammen – Peder Bundgaard
- 2011 Land at tabe eller vinde – Lone Mikkelsen
- 2012 Fortidens spøgelser - Maria Helleberg